# Ablabesmyia parajanta
Ablabesmyia parajanta är en tvåvingeart som beskrevs av Roback 1971. Ablabesmyia parajanta ingår i släktet Ablabesmyia och familjen fjädermyggor. Inga underarter finns listade i Catalogue of Life.